# لونر-پورشه
لونر-پورشه (انگلیسی: Lohner–Porsche) Lohner-Porsche اصطلاحی است که شامل چندین وسیله نقلیه الکتریکی است که توسط فردیناند پورشه طراحی و در سال ۱۸۹۹ میلادی و اوایل دهه ۱۹۰۰ در لونر ورک (Lohner-Werke) ساخته شد. آنها شامل اولین وسیله نقلیه الکتریکی هیبریدی و اولین خودروی موتوری مرکزی تجاری هستند. این خودروها از یک موتور بنزینی بهره می‌برند که چهار موتور الکتریکی، یکی در هر توپی چرخ را به حرکت درمی‌آورد. اتومبیل‌های تجاری «Touring» یا «Chaise» که با باتری کار می‌کنند، تنها از دو موتور توپی چرخ جلو استفاده می‌کنند.
در سال ۱۸۹۳، پورشه در شرکت برق Béla Egger & Co. در وین (بعدها براون بووری، اکنون ABB) مشغول به کار شد و در سن ۱۸ سالگی به آنجا نقل مکان کرد. در حالی که در وین کار می‌کرد، به عنوان دانشجوی پاره وقت در دانشگاه صنعتی وین نام‌نویسی کرد و پس از کار هر زمان که می‌توانست به آنجا می‌رفت. پورشه به غیر از شرکت در کلاس‌های آموزشی در آنجا، هیچ آموزش رسمی مهندسی را تکمیل نکرد. در طول پنج سالش با بلا ایگر، اولین موتور الکتریکی چرخ هاب آنها را ساخت، مفهومی که برای آن توسط مخترع آمریکایی ولینگتون آدامز توسعه داده شده بود و پورشه نیز در سال ۱۸۹۷ با آن مسابقه داد.